# Lansana Conté
Lansana Conté (Dubréka, Guinea Francesa, 30 de noviembre de 1934 - Conakri, Guinea, 22 de diciembre de 2008) fue un político y militar guineano que se desempeñó como presidente de Guinea del país desde abril de 1984 hasta su muerte en diciembre de 2008. Fue miembro del Partido de la Unidad y el Progreso, partido predominante en Guinea.

## Primeros años
Nacido en Moussayah Loumbaya (Dubréka), miembro de la etnia Susu, se estima que su fecha de nacimiento en 1934, aunque no se sabe exactamente. Conté se educó en una escuela coránica local y asistió a la escuela primaria Dubréka. Luego pasó a estudiar en las escuelas preparatorias militares en Bingerville, Costa de Marfil y en Saint Louis, Senegal.

## Servicio militar y gubernamental
En 1955, se alistó en el ejército francés y fue destinado a Argelia durante la guerra de independencia en 1957. Después de su servicio en el ejército francés, Conté regresó a Guinea, que se independizó de Francia el 2 de octubre de 1958, y se integró en el nuevo ejército con rango de sargento. En 1962, asistió a la escuela de oficiales Camp Alpha en Conakry. Poco después, fue trasladado al centro de entrenamiento de artillería del 2. ° Batallón en Kindia . El 1 de julio de 1963, fue ascendido a segundo teniente . Esto fue seguido dos años más tarde por otro ascenso de segundo teniente a teniente. El 22 de noviembre de 1970, militares portugueses junto con disidentes guineanos invadió el país desde la Guinea portuguesa (ahora Guinea-Bissau) en un aparente intento de derrocar al gobierno del presidente Ahmed Sékou Touré y destruir las guerrillas del movimiento independista PAIGC. Por su servicio a la nación, fue ascendido al rango de Capitán el 27 de febrero de 1971. En 1973, fue nombrado comandante de la zona operativa de Boké (en el noroeste de Guinea) para ayudar a PAIGC en la vecina Guinea Portuguesa. El 10 de mayo de 1975 fue nombrado Subjefe de Estado Mayor del ejército.
En 1977, fue jefe de la delegación de Guinea durante las negociaciones que resolvieron una disputa fronteriza con Guinea-Bissau y fue elegido miembro de la Asamblea Nacional en 1980. Más tarde ese año, participó en la peregrinación oficial del gobernante Partido Democrático de Guinea (PDG) en La Meca.

## Presidencia

### Golpe de Estado y régimen militar de 1984
El presidente Ahmed Sékou Touré, jefe de Estado de Guinea desde la independencia, murió el 26 de marzo de 1984. El primer ministro Louis Lansana Beavogui fue nombrado presidente interino, a la espera de las elecciones que se celebrarán en un plazo de 45 días. Sin embargo, el 3 de abril, horas antes de que el PDG eligiera un nuevo líder —que habría sido el único candidato a la presidencia— Conté encabezó un golpe militar que derrocó al gobierno. Conté denunció los abusos contra los derechos humanos del régimen de Touré y liberó a 250 presos políticos. También alentó el regreso de aproximadamente 200.000 guineanos del exilio.
La constitución del país fue suspendida inmediatamente después de la toma de poder, junto con la Asamblea Nacional, y se prohibió la actividad política. Un Comité Militar de Restauración Nacional (CMRN) de 25 miembros fue constituido y dirigido por Conté, quien el 5 de abril fue proclamado presidente de la República.
El 4 de julio de 1985, soldados leales a Conté, que asistía a una cumbre de la Comunidad Económica de Estados de África Occidental (CEDEAO) en Lomé, Togo, frustraron un golpe de Estado. Conté, miembro del pueblo Susu, aprovechó la oportunidad para eliminar a los soldados rivales de la etnia Mandinga, incluido el ex primer ministro Diarra Traoré.
El 3 de abril de 1990, Conté fue ascendido al rango de General de Ejército.

### Transición económica y política
Las reformas económicas de Conté, incluida la devaluación de la moneda y la reducción del gasto público, contaron con la aprobación del FMI, y el realineamiento con las naciones occidentales alentó las inversiones extranjeras.
Inició la transición de Guinea a un gobierno civil y multipartidista a principios de la década de 1990. Se aprobó una nueva constitución en un referéndum celebrado el 23 de diciembre de 1990 y el CMRN se disolvió el 16 de enero de 1991. Fue reemplazado por el Comité de Transición para la Recuperación Nacional (CTRN), un organismo integrado por civiles y oficiales militares. Los partidos políticos se legalizaron en 1992 en preparación para las próximas elecciones.

### Gobierno civil
La primera elección presidencial multipartidista celebrada desde la independencia se realizó el 19 de diciembre de 1993. Conté, candidato del recién formado Partido de Unidad y Progreso (PUP), obtuvo el 51,7% de los votos, apenas lo suficiente para evitar una segunda vuelta. Alpha Condé de la Asamblea del Pueblo de Guinea (RPG, por sus siglas en francés) fue segundo con el 19,6% de los votos. La oposición alegó fraude electoral, especialmente después de que la Corte Suprema descartara como inválidos los resultados en dos prefecturas donde Condé había recibido una gran mayoría de los votos.
A pesar del compromiso declarado de Conté con la democracia, su régimen siguió siendo autoritario. Sin embargo, tenía mucho menos poder que Touré y, en su mayor parte, su gobierno fue mucho más suave.
El gobierno de Conté sobrevivió por poco a un intento de golpe de Estado del 2 de febrero de 1996 que surgió de un motín del ejército por el pago de salarios. Varias decenas de civiles murieron y la residencia presidencial sufrió daños importantes.

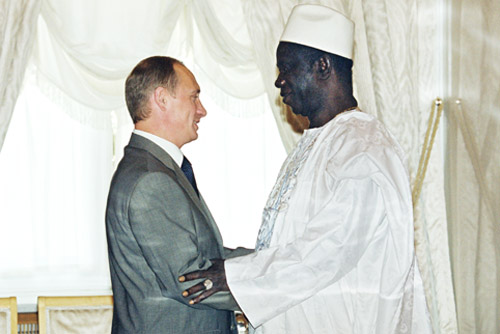
Condé con Vladímir Putin en julio de 2001

En la segunda elección presidencial multipartidista de Guinea, celebrada el 14 de diciembre de 1998, Conté ganó otro mandato de cinco años con el 56,1% de los votos. Las encuestas, aunque una mejora con respecto a las turbulentas elecciones de 1993, fueron consideradas fraudulentas por los partidos de oposición y los observadores. Un referéndum de noviembre de 2001 que levantó los límites del mandato presidencial y ampliaría el mandato de cinco a siete años fue apoyado por el 98,4% de los votantes. Los resultados, sin embargo, fueron rechazados por los partidos de la oposición que afirmaron que el resultado fue manipulado.
Luego ganó una tercera (y última) elección presidencial celebrada el 21 de diciembre de 2003 con el 95,6% de los votos después de que todos menos uno de los candidatos opositores boicotearon la elección, expresando su creencia de que Conté nunca permitiría una elección justa. Conté había estado en declive de salud, sufría de diabetes y problemas cardíacos, y muchos dudaban de su capacidad para servir y sobrevivir a otro mandato completo en el cargo. Prestó juramento el 19 de enero de 2004 y, en una transmisión televisiva en esta ocasión, se comprometió a luchar contra la corrupción.
El 19 de enero de 2005, según los informes, se dispararon contra su caravana que se dirigía a Conakry en lo que aparentemente fue un intento fallido de asesinato. Según los informes, un guardaespaldas resultó herido. Conté, quien salió ileso, fue a la radio y la televisión estatales esa noche para decir que había sobrevivido porque Dios aún no había decidido que era su hora de morir. También mencionó "amenazas de quienes no desean ver el desarrollo de Guinea o de quienes obedecen las órdenes que se les dan desde el exterior" y prometió que "no será manipulado". A la mañana siguiente, hizo una aparición pública para orar.
Durante una visita a Francia con su familia en 2005, el primer ministro François Lonseny Fall renunció y solicitó asilo. Se quejó de la corrupción y la creciente interferencia de Conté. El sucesor de Fall, Cellou Dalein Diallo, resistió hasta abril de 2006. Conté no nombró un nuevo primer ministro hasta finales de enero de 2007.
En abril de 2006 fue trasladado en avión a Marruecos para recibir tratamiento médico. La mayoría de la gente esperaba que no regresara, pero lo hizo. Luego, en mayo de 2006, los disturbios en Conakry por el precio del arroz y el combustible provocaron alrededor de veinte muertes cuando las fuerzas de seguridad reprimieron salvajemente el levantamiento popular. En agosto de 2006, fue trasladado nuevamente a Suiza para recibir tratamiento médico. Esta vez no lo recibió una multitud a su regreso a Guinea. Mientras tanto, Henriette Conté, la primera esposa del presidente, fue acusada de violar el estado de derecho y aprovecharse de la incapacidad física y mental del presidente para abusar de su poder.
En agosto de 2006, Human Rights Watch elaboró un informe de 30 páginas en el que condenaba los abusos contra los derechos humanos en Guinea, destacaba el vacío de poder resultante de la enfermedad en curso del presidente y expresaba preocupación por el futuro.
En una entrevista con periodistas informada por Guinéenews en octubre de 2006, Lansana Conté dijo que tenía la intención de permanecer como presidente hasta 2010, que era el final de su mandato de siete años. Conté también dijo que busca un sustituto que "ame al país y lo proteja de sus enemigos".
En noviembre de 2006, Transparencia Internacional actualizó su índice anual de corrupción. Guinea, bajo Lansana Conté, ocupaba el segundo lugar como el país más corrupto del mundo (el primer lugar estaba Haití). Este es un motivo de preocupación para las empresas extranjeras que tienen la intención de invertir en Guinea (por ejemplo, para explotar sus extensas reservas de bauxita), ya que no pueden operar en Guinea sin pagar enormes sobornos a funcionarios gubernamentales de alto rango, pero si se les descubre haciéndolo, pueden enfrentar acciones legales en su país de origen.
En enero de 2007, se llevó a cabo una huelga general a nivel nacional en protesta por el continuo liderazgo de Conté en el país. La huelga continuó durante más de dos semanas, durante las cuales cientos de miles de manifestantes marcharon por las calles. En las primeras dos semanas, la brutal represión de los gorras rojas (guardias presidenciales) y otras fuerzas de seguridad dejó al menos veinte manifestantes muertos. Al final de la huelga el 27 de enero, se informó que al menos 90 manifestantes habían muerto en enfrentamientos violentos con la policía y al menos 300 habían resultado heridos, según un grupo local de derechos humanos.
La huelga finalizó tras un acuerdo entre Conté y los sindicatos, según el cual se nombraría un nuevo primer ministro como jefe de gobierno; Conté también acordó bajar los precios del arroz y los combustibles.  El 9 de febrero, Conté nombró primer ministro a Eugène Camara , que había sido Ministro de Estado para Asuntos Presidenciales desde enero. Esto fue rechazado por la oposición y estalló una violencia generalizada después del nombramiento. La huelga se reanudó el 12 de febrero y Conté declaró la ley marcial el mismo día. El 25 de febrero Conté acordó un acuerdo para poner fin a la huelga, y el 26 de febrero nombró a un nuevo primer ministro, Lansana Kouyaté, de una lista de personas elegidas por los sindicatos y representantes de la sociedad civil; la gente volvió al trabajo el 27 de febrero. Kouyaté prestó juramento el 1 de marzo en una ceremonia en la que Conté no estuvo presente.
En una entrevista con Agence France-Presse y TV5 el 14 de junio de 2007, Conté afirmó que todavía estaba a cargo del país ("yo soy el jefe, los otros son mis subordinados"), rechazó la posibilidad de una transición y dijo que su nombramiento de primer ministro no se debió a presiones y que estaba satisfecho con el desempeño de Kouyaté.
El 5 de diciembre de 2007, un decreto de reestructuración de los ministerios aumentó los poderes del Secretario General de la Presidencia a expensas de los del primer ministro, y el 3 de enero de 2008 Conté destituyó y reemplazó a Justin Morel Junior, Ministro de Comunicación y Portavoz del Gobierno, sin consultar a Kouyaté. El 4 de enero, Kouyaté exigió que Morel fuera restituido a su cargo y los sindicatos anunciaron planes para iniciar una nueva "huelga general ilimitada" el 10 de enero, exigiendo que el acuerdo de Conté con los sindicatos se implementara adecuadamente y que Morel fuera restablecido. El 9 de enero, los sindicatos retiraron su convocatoria de huelga.
En un movimiento sorpresa,  el 20 de mayo de 2008, Conté despidió a Kouyaté y lo reemplazó con Ahmed Tidiane Souaré. Kouyaté fue ampliamente considerado una decepción en su papel como primer ministro, y su impopularidad significó que su despido no fue recibido con ningún malestar importante del tipo que condujo a su nombramiento. el año anterior, Mediante esta destitución y el nombramiento de Souaré, quien era considerado cercano a Conté, Conté se consideró que había fortalecido su posición.

## Muerte de Conté y sus consecuencias
En la madrugada del 23 de diciembre de 2008, Aboubacar Somparé, presidente de la Asamblea Nacional, anunció por televisión que Conté había fallecido a las 18:45 horas (GMT) del 22 de diciembre "tras una larga enfermedad", sin precisar la causa. de la muerte. Según Somparé, Conté "ocultó su sufrimiento físico" durante años "para dar felicidad a Guinea". Conté había abandonado el país para recibir tratamiento médico en numerosas ocasiones en los años anteriores a su muerte, y las especulaciones sobre su salud se habían generalizado durante mucho tiempo. Al contrario de su práctica habitual, Conté no apareció en televisión para marcar la Tabaskia a principios de diciembre de 2008, y esto generó nuevas especulaciones, así como preocupación por la posibilidad de violencia en caso de su muerte. Aproximadamente al mismo tiempo, un periódico publicó una fotografía que sugería que Conté se encontraba en mal estado físico y tenía dificultades para ponerse de pie. El director de ese periódico fue detenido y se le exigió al periódico que imprimiera una fotografía en la que Conté lucía saludable. De acuerdo con la constitución, el presidente de la Asamblea Nacional asumirá la Presidencia de la República en caso de vacante, y se realizará una nueva elección presidencial dentro de los 60 días. Somparé solicitó que el presidente del Tribunal Supremo, Lamine Sidimé , declara una vacante en la Presidencia y apliqua la constitución.  El primer ministro Souaré y Diarra Camara, el jefe del ejército, estuvieron junto a Somparé durante su anuncio. Declarando 40 días de duelo nacional por Conté, Souaré instó "calma y moderación". Dijo al ejército que asegurara las fronteras y mantuviera la calma dentro del país "en homenaje a la memoria del ilustre difunto líder".
El funeral de Conté se celebró en Conakry el 26 de diciembre. Su cuerpo fue exhibido en el edificio del parlamento antes de ser llevado al estadio nacional, donde asistieron más de 20.000 personas. Los líderes de los países vecinos estuvieron presentes para el funeral. El general Mamadou Ba Toto de la CNDD dijo en el funeral que "rogamos a Dios que nos dé el valor para continuar la obra de tolerancia y paz [de Conté] por el bienestar de Guinea". Posteriormente, su cuerpo fue enterrado en el pueblo de Lansanya frente a su mansión. Fue sacado de su ataúd y colocado en el suelo, luego cubierto con puñados de tierra arrojados por los dolientes. El entierro estuvo marcado por cierto desorden, ya que miles de dolientes intentaron llegar a la tumba y las fuerzas de seguridad formaron un cordón a su alrededor.
Seis horas después de que Somparé anunciara la muerte de Conté, se dio en televisión un comunicado anunciando un golpe de Estado. Esta declaración, leída por el capitán Moussa Dadis Camara en representación de un grupo denominado Consejo Nacional para la Democracia y el Desarrollo (CNDD), decía que "el gobierno y las instituciones de la República han sido disueltos". El comunicado también anunció la suspensión de la constitución "así como la actividad política y sindical".